# Steglitz
Steglitz är en stadsdel i södra Berlin, i stadsdelsområdet Steglitz-Zehlendorf.  Stadsdelen har 75 578 invånare (2020).  Steglitz är tätbebyggt, och omfattar södra Berlins största shoppinggata, Schlossstrasse. I Steglitz övergår stadsbilden från den tätbebyggda innerstaden till förortsområden med villor och egnahemsområden.

## Historia
Steglitz grundades i likhet med många andra byar i området under Ostsiedlung-perioden på 1200-talet.  Den omnämns i kejsaren Karl IV:s landbok över Brandenburg från 1375.  Fram till 1700-talet var Steglitz en lantlig by med något hundratal invånare, med ett gynnsamt läge vid landsvägen västerut från Berlin mot Potsdam och Aachen, dagens Bundesstrasse 1.  
Herrgården i Steglitz, även kallad Wrangelschlösschen, uppfördes 1802 för Preussens utrikesminister Carl Friedrich von Beyme och har givit namn till den stora genomfarts- och shoppinggatan Schlossstrasse, köpcentret Schloss samt den lokala teatern Schlosstheater.  1839 uppfördes en järnvägsstation i Steglitz på banan Berlin-Potsdam, dagens pendeltågslinje S 1.  

### Steglitz i Berlin

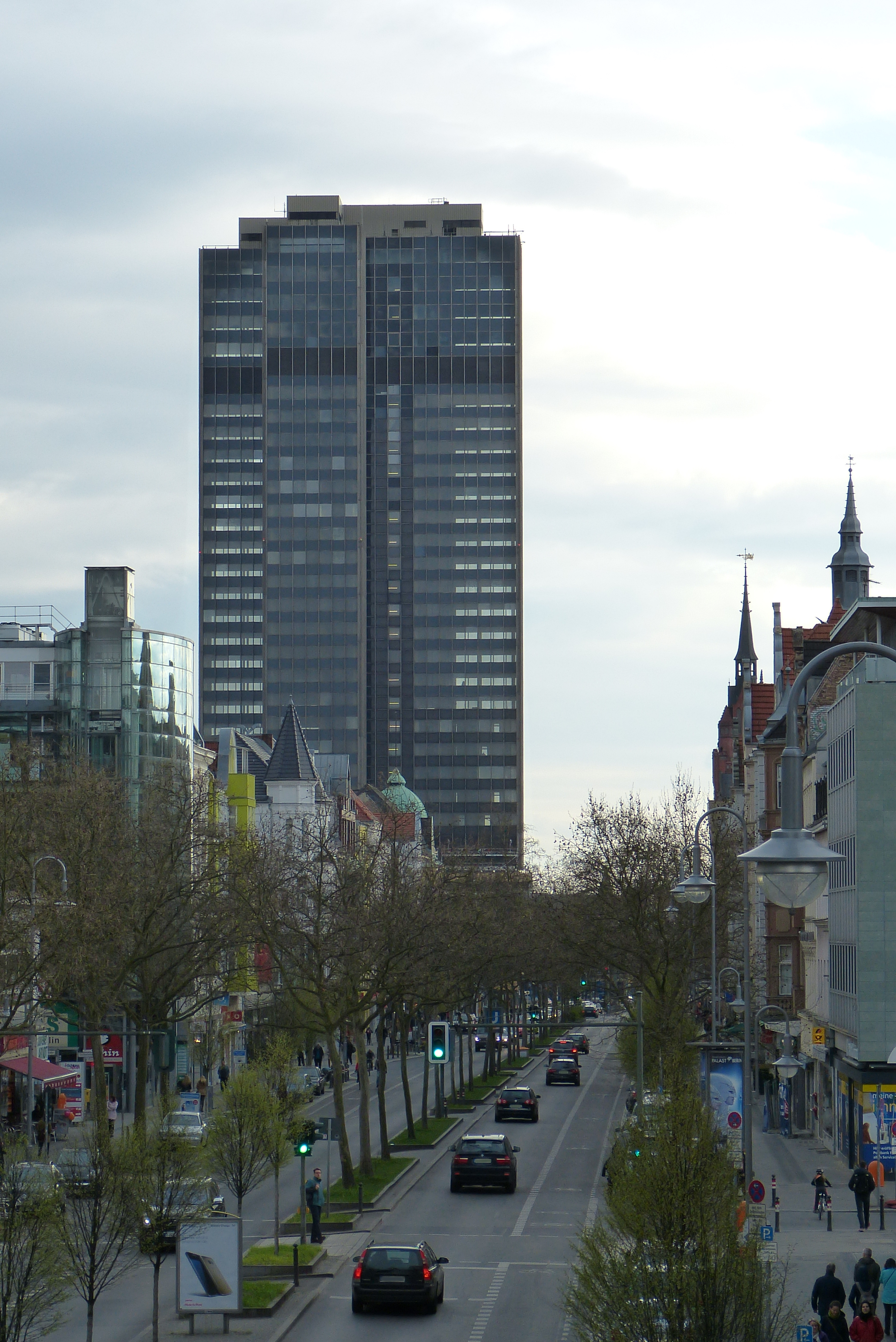
Steglitzer Kreisel

Omkring 1870-talet expanderade stadsdelen snabbt i takt med Berlins tillväxt. 1920 införlivades Steglitz i Stor-Berlin och blev det 12:e förvaltningsområdet tillsammans med Gross-Lichterfelde, Lankwitz och Südende. I samband med en områdesreform 1938 tillföll en del av Zehlendorf Steglitz. 
Under riksdagsvalet 1933 var Steglitz den valkrets i Berlin som hade högst röstandel för nazistpartiet NSDAP, 45 %. De områden som under andra världskriget förstördes mest var Südende och Lankwitz. I april 1945 intogs Steglitz av sovjetiska trupper. Efter andra världskriget tillhörde Steglitz den amerikanska sektorn i Västberlin och i Lichterfelde kom amerikanarna att uppföra kaserner samt övningsområden. 
Stadsdelen utvecklades till att bli ett viktigt centrum för de södra delarna av Västberlin, med många köpcentra, butiker och biografer omkring Schlossstrasse. På 1970-talet byggdes skyskrapekomplexet Steglitzer Kreisel vid stationen i Steglitz. Projektet blev dock skamfläckat genom avslöjanden om mygel vid byggandet, och byggnaden är till stor del utrymd i väntan på renovering och saneringsarbeten.

### Förintelsemonumentet

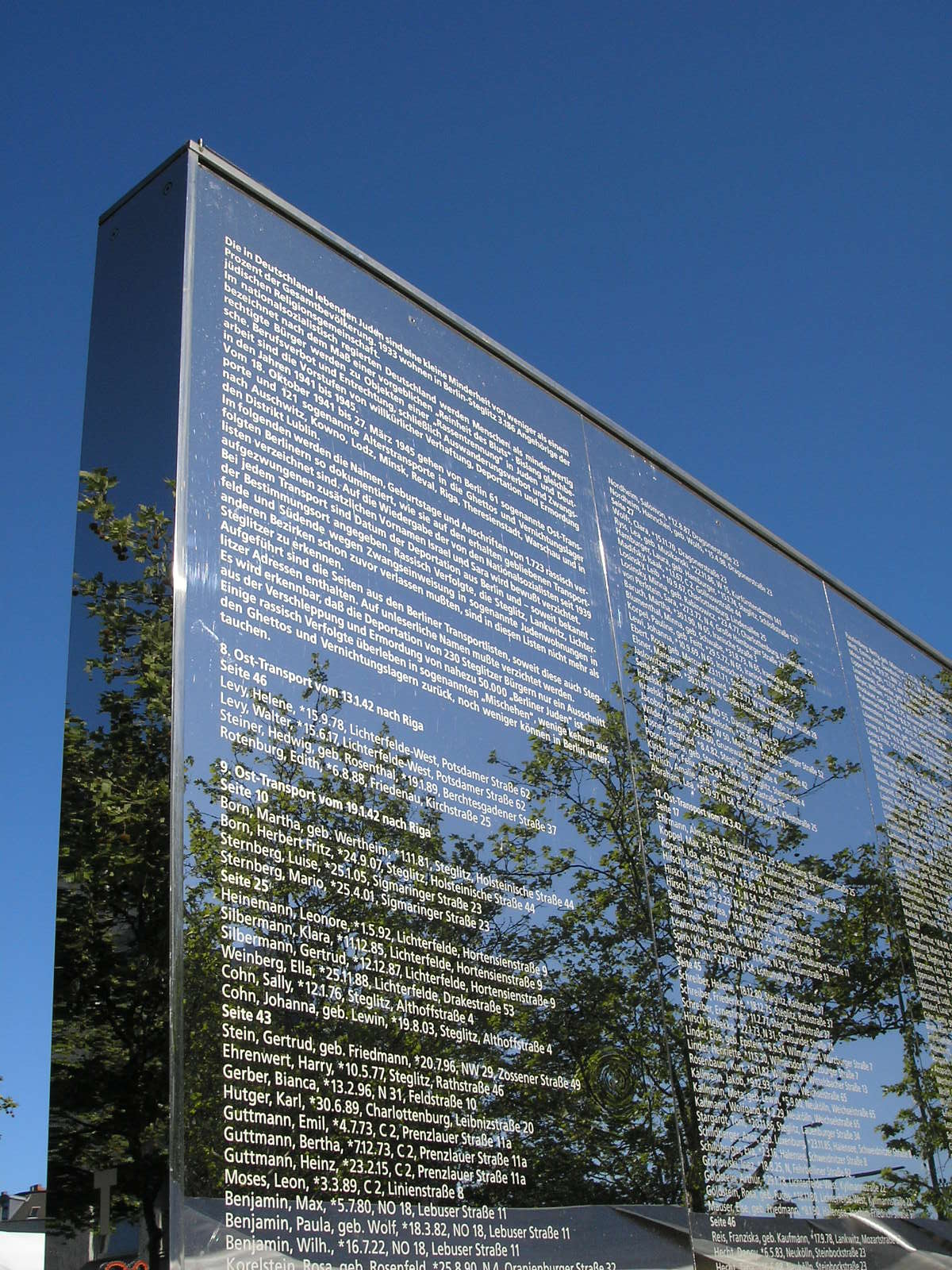
Förintelsemonumentet på Hermann-Ehlers-Platz i Steglitz.

Historien skapade kontroverser och tidningsrubriker under början av 1990-talet, då den regerande CDU-ledda majoriteten i dåvarande stadsdelsområdet Steglitz med understöd av FDP och Die Republikaner röstade mot uppförandet av ett monument vid torget framför rådhuset, över de judar som före kriget bodde i stadsdelsområdet Steglitz.  Motiveringen till beslutet var att man tyckte att monumentet som vann tävlingen om utformningen var överdimensionerat, och att man ville inhämta förslag till mindre monument.  Trots detta drevs uppförandet av monumentet, en blankpolerad stålvägg med 1723 ingraverade namn på judiska medborgare, igenom av staden Berlins senat.  Även invigningen av monumentet blev kontroversiell, då stadsdelen vägrade att bjuda in representanter för staten Israel till ceremonin.

## Kommunikationer
| Linje | Station          |  |  |  |
| U9    | Rathaus Steglitz |  |  |  |